# Punganuru
Punganuru (Punganur) fou un estat tributari protegit del tipus zamindari al districte de North Arcot, avui a Tamil Nadu. La superfície era de 1678 km² i la major part formava un tahsil amb el mateix nom. La població era el 1881 de 7.672 habitants i el 1901 de 96.852, repartits en 564 pobles i una ciutat, Punganuru (ciutat) (població el 1901: 6553 habitants), residència del zamindar i del tahsildar.
La nissaga reial s'havia establert al país al segle XIII i havien governat durant segles sent un dels palayams de Cuddapah que va arribar a considerable importància amb un exèrcit de cinc mil homes. El 1642 el país fou ocupat pels marathes i el 1713 pel nawab de Cuddapah; el 1755 van retornar el marathes i el 1774 fou ocupat per Haidar Ali. En tot aquest temps els palayams van restar com a tributaris locals dels conqueridors però Tipu Sultan va annexionar l'estat. En les guerres de Mysore el zamindar va ajudar a Lord Cornwallis amb transports i provisions i un dels palegars o poligars o palayams va morir en la batalla de Wandiwash, i finalment el 1799 els britànics els van restaurar pagant llavors tribut als britànics; el 1832 el zamindar va morir sense successió i van esclatar disputes entre pretendents. Un germà es va acabar imposant; un sanad permanent fou concedit el 1861. Els governants pertanyien a la secta dels lingayats.